# Halve marathon van Egmond

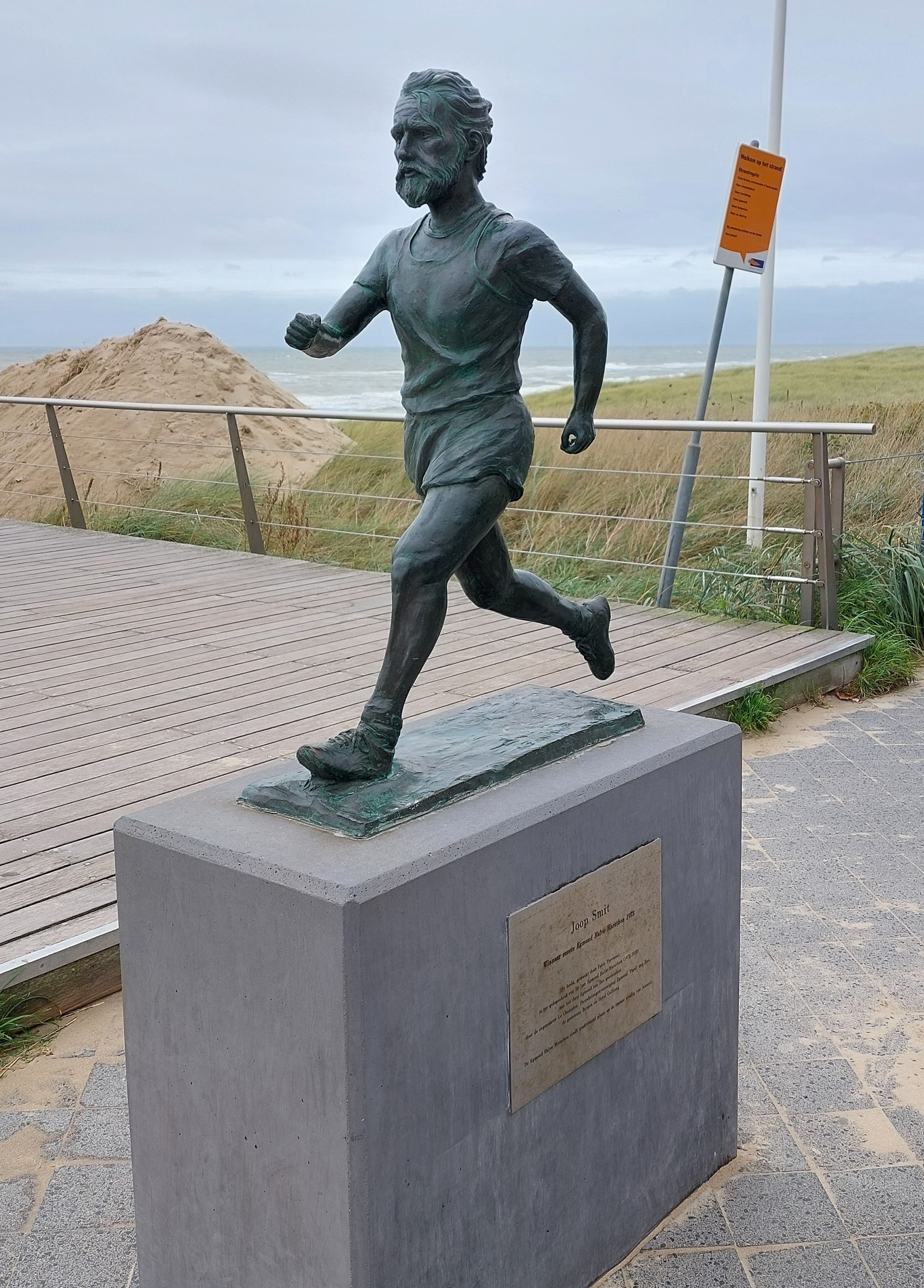
Standbeeld van de eerste winnaar Joop Smit

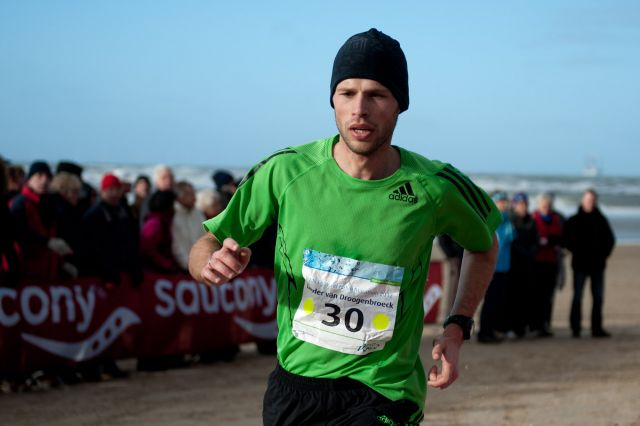
Lander Van Droogenbroeck tijdens de editie van 2012.

De halve marathon van Egmond is een jaarlijks terugkerend atletiekevenement georganiseerd door Le Champion, dat wordt gehouden op de tweede zondag van januari in Egmond aan Zee. Op het programma staat een halve marathon en een kwart marathon voor zowel mannen als vrouwen. 
Bij de wedstrijd gelden de volgende limieten:
- kwart marathon (1,5 uur)
- halve marathon (3 uur)

## Parcoursrecords
- Mannen: 1:00.46 Dawit Wolde  Ethiopië 2012
- Vrouwen: 1:08.45 Haven Hailu  Ethiopië 2025

## Edities
Noot: het aantal inschrijvingen betreft het totaal van de halve marathon plus de kwart marathon.
| editie | datum           | inschrijvingen                       | heren                                      | land                                       | tijd                                       | dames                                      | land                                       | tijd                                       |
| ------ | --------------- | ------------------------------------ | ------------------------------------------ | ------------------------------------------ | ------------------------------------------ | ------------------------------------------ | ------------------------------------------ | ------------------------------------------ |
| 1      | 11 maart 1973   | 1100                                 | Joop Smit                                  | Nederland                                  | 1:14.15                                    | Plonie Scheringa                           | Nederland                                  | 1:40.00                                    |
| 2      | 13 januari 1974 | 1000                                 | Geert Jansen                               | Nederland                                  | 1:14.12                                    | Quirien Kossen                             | Nederland                                  | 1:41.40                                    |
| 3      | 12 januari 1975 | 1700                                 | Johan Kijne                                | Nederland                                  | 1:11.15                                    | Hennie Visserman                           | Nederland                                  | 1:38.00                                    |
| 4      | 11 januari 1976 | 1950                                 | Barry Kneppers                             | Nederland                                  | 1:11.46                                    | Corrie Konings                             | Nederland                                  | 1:26.00                                    |
| 5      | 8 januari 1977  | 3200                                 | Theo Geutjes                               | Nederland                                  | 1:08.40                                    | Corrie Konings                             | Nederland                                  | 1:24.00                                    |
| 6      | 8 januari 1978  | 3700                                 | Theo Verbeek                               | Nederland                                  | 1:06.25                                    | Marja Wokke                                | Nederland                                  | 1:19.45                                    |
| 7      | 7 januari 1979  | 2050                                 | Gerard Tebroke                             | Nederland                                  | 1:12.50                                    | Marja Wokke                                | Nederland                                  | 1:27.55                                    |
| 8      | 6 januari 1980  | 4200                                 | Gerard Mentink                             | Nederland                                  | 1:07.03                                    | Marja Wokke                                | Nederland                                  | 1:19.35                                    |
| 9      | 4 januari 1981  | 4800                                 | Steve Kenyon                               | Engeland                                   | 1:08.03                                    | Marja Wokke                                | Nederland                                  | 1:21.21                                    |
| 10     | 10 januari 1982 | 4650                                 | Alex Hagelsteens                           | België                                     | 1:06.59                                    | Ingrid Kristiansen                         | Noorwegen                                  | 1:17.06                                    |
| 11     | 9 januari 1983  | 6150                                 | Marti ten Kate                             | Nederland                                  | 1:06.45                                    | Annie van Stiphout                         | Nederland                                  | 1:21.27                                    |
| 12     | 8 januari 1984  | 5150                                 | Alex Hagelsteens                           | België                                     | 1:06.37                                    | Francine Peeters                           | België                                     | 1:18.20                                    |
| 13     | 6 januari 1985  | 4450                                 | Peter Rusman                               | Nederland                                  | 1:10.21                                    | Wilma Rusman                               | Nederland                                  | 1:22.21                                    |
| 14     | 12 januari 1986 | 6550                                 | Henrik Jørgensen                           | Denemarken                                 | 1:07.07                                    | Carla Beurskens                            | Nederland                                  | 1:18.16                                    |
| 15     | 11 januari 1987 | 7300                                 | Mike Bishop                                | Engeland                                   | 1:05.11                                    | Magda Ilands                               | België                                     | 1:19.30                                    |
| 16     | 10 januari 1988 | 7750                                 | Marti ten Kate                             | Nederland                                  | 1:03.25                                    | Kersti Jacobsen                            | Denemarken                                 | 1:14.55                                    |
| 17     | 8 januari 1989  | 7000                                 | Henrik Jørgensen                           | Denemarken                                 | 1:05.28                                    | Dorthe Rasmussen                           | Denemarken                                 | 1:14.45                                    |
| 18     | 14 januari 1990 | 6850                                 | Marti ten Kate                             | Nederland                                  | 1:03.32                                    | Carla Beurskens                            | Nederland                                  | 1:13.25                                    |
| 19     | 13 januari 1991 | 7700                                 | Tonnie Dirks                               | Nederland                                  | 1:05.12                                    | Alena Peterkova                            | Tsjechië                                   | 1:15.03                                    |
| 20     | 12 januari 1992 | 7800                                 | Joseph Keino                               | Kenia                                      | 1:03.37                                    | Heléna Barócsi                             | Hongarije                                  | 1:12.17                                    |
| 21     | 10 januari 1993 | 7400                                 | Phillimon Hanneck                          | Zimbabwe                                   | 1:04.04                                    | Tegla Loroupe                              | Kenia                                      | 1:10.41                                    |
| 22     | 9 januari 1994  | 7100                                 | John Kiprono                               | Kenia                                      | 1:04.47                                    | Tegla Loroupe                              | Kenia                                      | 1:13.29                                    |
| 23     | 8 januari 1995  | 5700                                 | Getaneh Tessema                            | Ethiopië                                   | 1:03.56                                    | Tegla Loroupe                              | Kenia                                      | 1:11.57                                    |
| 24     | 14 januari 1996 | 6950                                 | Elijah Lagat                               | Kenia                                      | 1:03.09                                    | Tegla Loroupe                              | Kenia                                      | 1:15.19                                    |
| 25     | 12 januari 1997 | 6500                                 | John Kiprono                               | Kenia                                      | 1:05.07                                    | Tegla Loroupe                              | Kenia                                      | 1:13.03                                    |
| 26     | 11 januari 1998 | 9700                                 | Germán Silva                               | Mexico                                     | 1:03.05                                    | Tegla Loroupe                              | Kenia                                      | 1:11.47                                    |
| 27     | 10 januari 1999 | 9500                                 | Greg van Hest                              | Nederland                                  | 1:01.19                                    | Irma Heeren                                | Nederland                                  | 1:10.03                                    |
| 28     | 9 januari 2000  | 10.370                               | Wilson Kigen                               | Kenia                                      | 1:02.38                                    | Tegla Loroupe                              | Kenia                                      | 1:12.10                                    |
| 29     | 14 januari 2001 | 10.550                               | Kamiel Maase                               | Nederland                                  | 1:03.42                                    | Susan Chepkemei                            | Kenia                                      | 1:10.36                                    |
| 30     | 13 januari 2002 | 11.200                               | Wilson Kigen                               | Kenia                                      | 1:02.40                                    | Susan Chepkemei                            | Kenia                                      | 1:11.39                                    |
| 31     | 12 januari 2003 | 11.030                               | Luc Krotwaar                               | Nederland                                  | 1:03.43                                    | Lornah Kiplagat                            | Kenia                                      | 1:12.29                                    |
| 32     | 11 januari 2004 | 12.400                               | William Kipsang                            | Kenia                                      | 1:04.50                                    | Jane Ekimat                                | Kenia                                      | 1:17.40                                    |
| 33     | 9 januari 2005  | 14.379                               | Robert Cheboror                            | Kenia                                      | 1:03.35                                    | Hilda Kibet                                | Kenia                                      | 1:13.10                                    |
| 34     | 8 januari 2006  | 13.495                               | Kamiel Maase                               | Nederland                                  | 1:03.29                                    | Susan Chepkemei                            | Kenia                                      | 1:12.16                                    |
| 35     | 14 januari 2007 | 15.667                               | Eshetu Wendimu                             | Ethiopië                                   | 1:04.14                                    | Hilda Kibet                                | Kenia                                      | 1:13.25                                    |
| 36     | 13 januari 2008 | 16.448                               | Mulugeta Wami                              | Ethiopië                                   | 1:04.33                                    | Shiru Deriba                               | Ethiopië                                   | 1:13.22                                    |
| 37     | 11 januari 2009 | 16.778                               | Wilson Kipsang                             | Kenia                                      | 1:05.36                                    | Workitu Ayanu                              | Ethiopië                                   | 1:16.33                                    |
|        | 10 januari 2010 | 17.713                               | Geannuleerd vanwege de weersomstandigheden | Geannuleerd vanwege de weersomstandigheden | Geannuleerd vanwege de weersomstandigheden | Geannuleerd vanwege de weersomstandigheden | Geannuleerd vanwege de weersomstandigheden | Geannuleerd vanwege de weersomstandigheden |
| 38     | 9 januari 2011  | 16.990                               | Ayele Abshero                              | Ethiopië                                   | 1:02.23                                    | Abebech Afework                            | Ethiopië                                   | 1:12.53                                    |
| 39     | 8 januari 2012  | 15.937                               | Dawit Wolde                                | Ethiopië                                   | 1:00.46                                    | Meseret Hailu                              | Ethiopië                                   | 1:11.18                                    |
| 40     | 13 januari 2013 | 17.268                               | Abera Kuma                                 | Ethiopië                                   | 1:01.20                                    | Helah Kiprop                               | Kenia                                      | 1:10.55                                    |
| 41     | 12 januari 2014 | 17.739                               | Ayele Abshero                              | Ethiopië                                   | 1:02.52                                    | Guteni Schone                              | Ethiopië                                   | 1:11.55                                    |
| 42     | 11 januari 2015 | 17.000                               | Azmeraw Mengistu                           | Ethiopië                                   | 1:03.01                                    | Purity Cherotich Rionoripo                 | Kenia                                      | 1:11.40                                    |
| 43     | 10 januari 2016 | 17.000                               | Yekeber Bayabel                            | Ethiopië                                   | 1:08.08                                    | Genet Yalew                                | Ethiopië                                   | 1:19.02                                    |
| 44     | 8 januari 2017  | 17.787                               | Dawit Wolde                                | Ethiopië                                   | 1:02.41                                    | Dsi Jisa Mokonin                           | Bahrein                                    | 1:12.08                                    |
| 45     | 14 januari 2018 | 18.104                               | Edwin Kiptoo                               | Kenia                                      | 1:02.36                                    | Zeyneba Yemer                              | Ethiopië                                   | 1:12.19                                    |
| 46     | 13 januari 2019 | 17.619                               | Ayele Abshero                              | Ethiopië                                   | 1:04.57                                    | Haven Hailu                                | Ethiopië                                   | 1:14.51                                    |
| 47     | 12 januari 2020 | 17.121                               | Bashir Abdi                                | België                                     | 1:08.23                                    | Tsehay Gemechu                             | Ethiopië                                   | 1:20.29                                    |
|        | 10 januari 2021 | Geanuleerd vanwege de Coronapandemie | Geanuleerd vanwege de Coronapandemie       | Geanuleerd vanwege de Coronapandemie       | Geanuleerd vanwege de Coronapandemie       | Geanuleerd vanwege de Coronapandemie       | Geanuleerd vanwege de Coronapandemie       | Geanuleerd vanwege de Coronapandemie       |
|        | 9 januari 2022  | Geanuleerd vanwege de Coronapandemie | Geanuleerd vanwege de Coronapandemie       | Geanuleerd vanwege de Coronapandemie       | Geanuleerd vanwege de Coronapandemie       | Geanuleerd vanwege de Coronapandemie       | Geanuleerd vanwege de Coronapandemie       | Geanuleerd vanwege de Coronapandemie       |
| 48     | 8 januari 2023  | 14.550                               | Soufiane Bouchikhi                         | België                                     | 1:07.33                                    | Nienke Brinkman                            | Nederland                                  | 1:18.24                                    |
| 49     | 14 januari 2024 | 18.000                               | Lucas Nieuweboer                           | Nederland                                  | 1:03.35                                    | Aminet Ahmed                               | Ethiopië                                   | 1:12.21                                    |
| 50     | 12 januari 2025 |                                      | Samuel Barata                              | Portugal                                   | 1:02.11                                    | Haven Hailu                                | Ethiopië                                   | 1:08.45                                    |

## Trivia
- Er staan in Egmond aan Zee diverse webcams opgesteld. Deze zijn gericht op de vuurtoren, de winkelstraat en de hoofduitgang van het strand.
- In 1985 wonnen Peter Rusman en Wilma Rusman, die toen samen een koppel vormden. Later dat jaar, op 22 september, overleed Rusman.
- Amateur Jaap Wit uit Heerhugowaard liep alle vijftig edites, van 1973 t/m de jubilemeditie 2025 en zelfs de onofficiële editie tijdens de Coronapandemie.[2]

1973 ·
1974 ·
1975 ·
1976 ·
1977 ·
1978 ·
1979 ·
1980 ·
1981 ·
1982 ·
1983 ·
1984 ·
1985 ·
1986 ·
1987 ·
1988 ·
1989 ·
1990 ·
1991 ·
1992 ·
1993 ·
1994 ·
1995 ·
1996 ·
1997 ·
1998 ·
1999 ·
2000 ·
2001 ·
2002 ·
2003 ·
2004 ·
2005 ·
2006 ·
2007 ·
2008 ·
2009 ·
2010 ·
2011 ·
2012 ·
2013 ·
2014 ·
2015 ·
2016 ·
2017 ·
2018 ·
2019 ·
2020 ·
2021 ·
2022 ·
2023 ·
2024 ·
2025
Amersfoort ·
Amsterdam ·
Breda ·
Den Haag ·
Den Helder ·
Dordrecht ·
Drunen ·
Eindhoven ·
Egmond aan Zee ·
Enschede ·
Etten-Leur ·
Haarlem ·
Haarlemmermeer ·
Hoorn ·
Leeuwarden ·
Leiden ·
Linschoten ·
Monster ·
Nijmegen ·
Pijnacker ·
Schoorl ·
Spijkenisse ·
Terschelling ·
Texel ·
Utrecht ·
Venlo ·
Zandvoort ·
Zwolle